# بیگا، نیو ساوت ولز
بیگا (به انگلیسی: Bigga) یک شهرک در استرالیا است که در نیو ساوت ولز واقع شده‌است.